# Polícia Nacional do Uruguai
A Polícia Nacional do Uruguai (Policía Nacional) é a instituição policial do país criada em 18 de dezembro de 1831, constituída de servidores civis, com atribuição completa de polícia, nas áreas de polícia judiciária, polícia ostensiva e polícia administrativa.

## Estrutura
A Polícia Nacional é dirigida pelo Diretor da Polícia Nacional, que cumulativamente é um dos Subdiretores Gerais da Secretaria do Ministério do Interior.
Conta com o seguinte desdobramento organizacional:
- Diretoria Nacional de Informação e Inteligência
- Chefaturas de Polícia Departamentais
- Inspetoria de Escolas e Cursos
- Escola Nacional de Polícia (E.N.P.)
- Diretoria Nacional de Bombeiros (D.N.B.)
- Diretoria Nacional de Polícia Rodoviária (D.N.P.C.)
- Diretoria Nacional de Saúde Policial (D.N.S.P.)
- Estado Maior Policial
- Junta Qualificadora para Oficiais Superiores
- Diretoria Nacional de Migração
- Diretoria Nacional de Assistência Social Policial
- Diretoria Nacional de Identificação Civil (D.N.I.C.)
- Diretoria Nacional de Presídios, Penitenciárias e Centros de Reabilitação (D.N.C.P.y C.R.)
- Diretoria Nacional de Repressão ao Tráfico Ilícito de Drogas (D.N.R.T.I.D.)
- Regimento da Guarda Nacional Republicana (Guardia Nacional Republicana)

## Chefaturas de Polícia

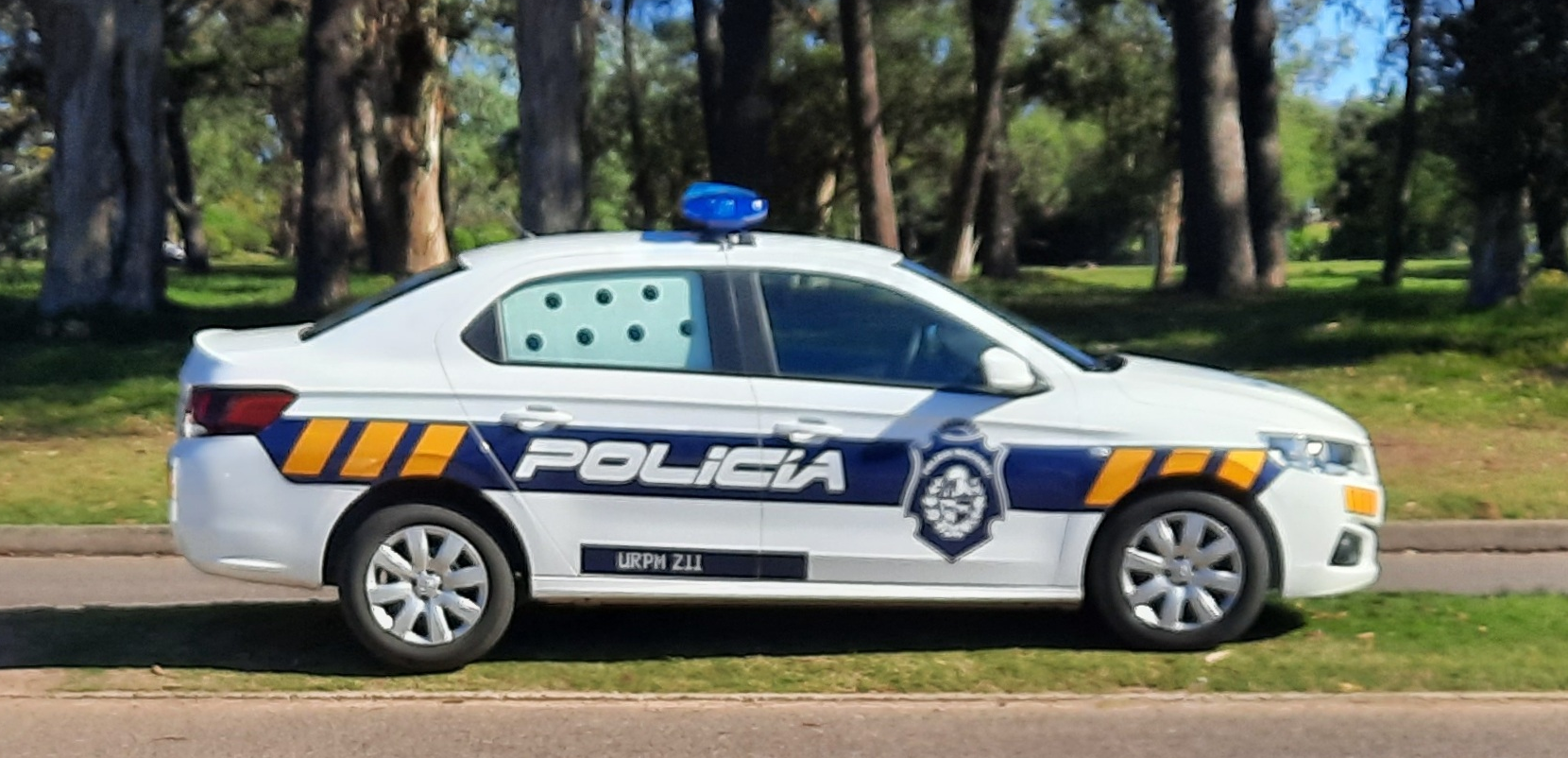
Viatura da Polícia Nacional.

As Chefaturas de Polícia de cada Departamento, têm por atribuição a manutenção da ordem pública, a prevenção dos delitos e a defesa dos direitos humanos, de acordo com os dispositivos da Lei Orgânica Policial.
Montevidéu conta com a maior Chefatura de Polícia da nação, com 7.670 policiais, na proporção de 2,93 policiais por habitante e 8,40 por quilômetro quadrado, empregados na segurança da cidade, manutenção da ordem pública e investigação de crimes, distribuídos pelas seguintes repartições:
- Diretoria de Segurança

Comissariados de bairro ou zona: 28 unidades
Comissariados especiais: de defesa da mulher e da família e de menores
- Diretoria de Investigações

de Homicídios, de Furtos e Roubos, de Veículos Automotores, de Prevenção do delito, de Vigilância e  da Ordem Pública
- Diretoria de Grupos de Apoio

Corpo de Radio Patrulha
Polícia Caminera
Policiamento com cães
- Unidade especial

Regimento da Guarda Republicana

## Ranking da polícia nacional

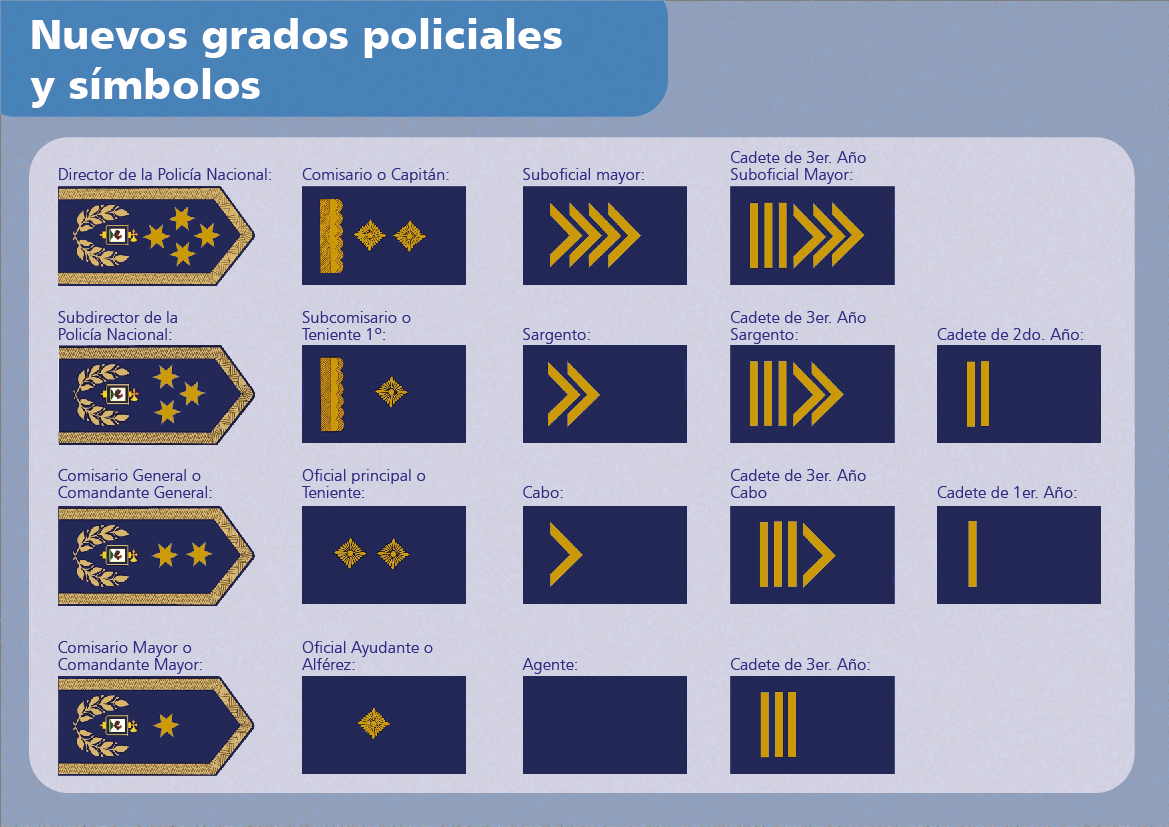
Estas são as ranking da polícia nacional do Uruguai.

## Cargos da Polícia Nacional

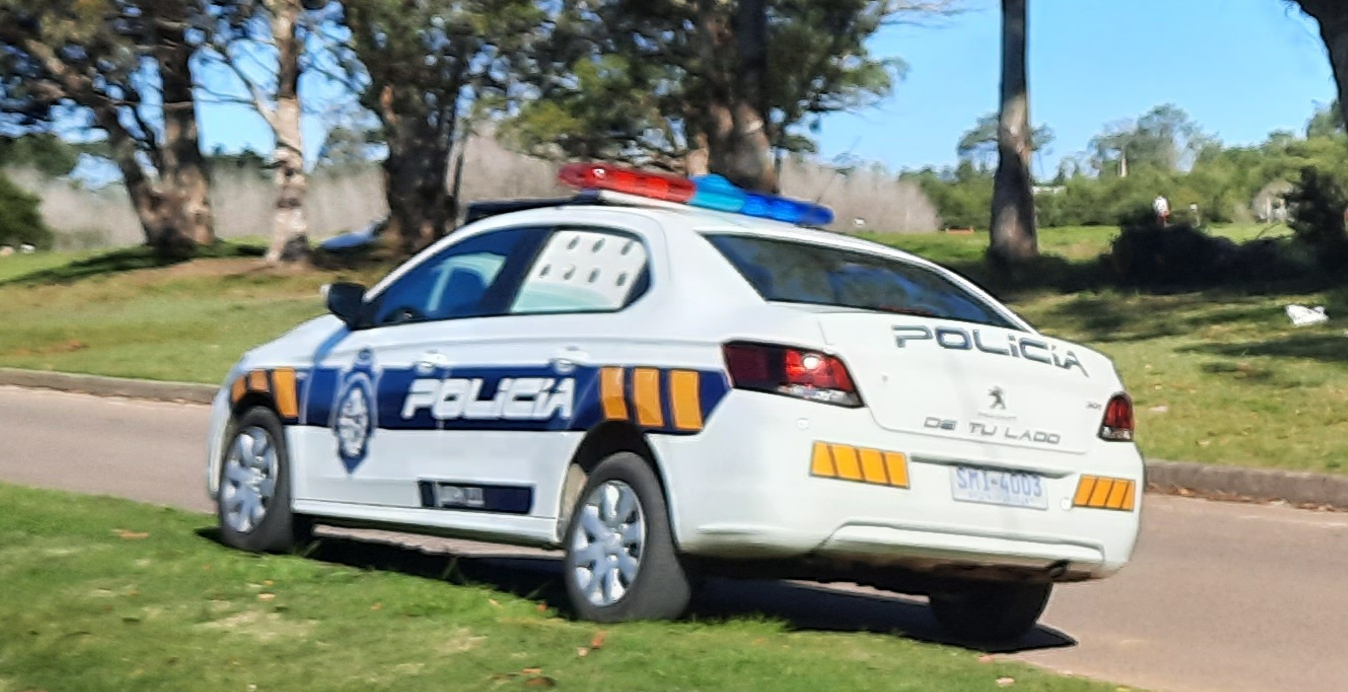
Viatura da Polícia Nacional.

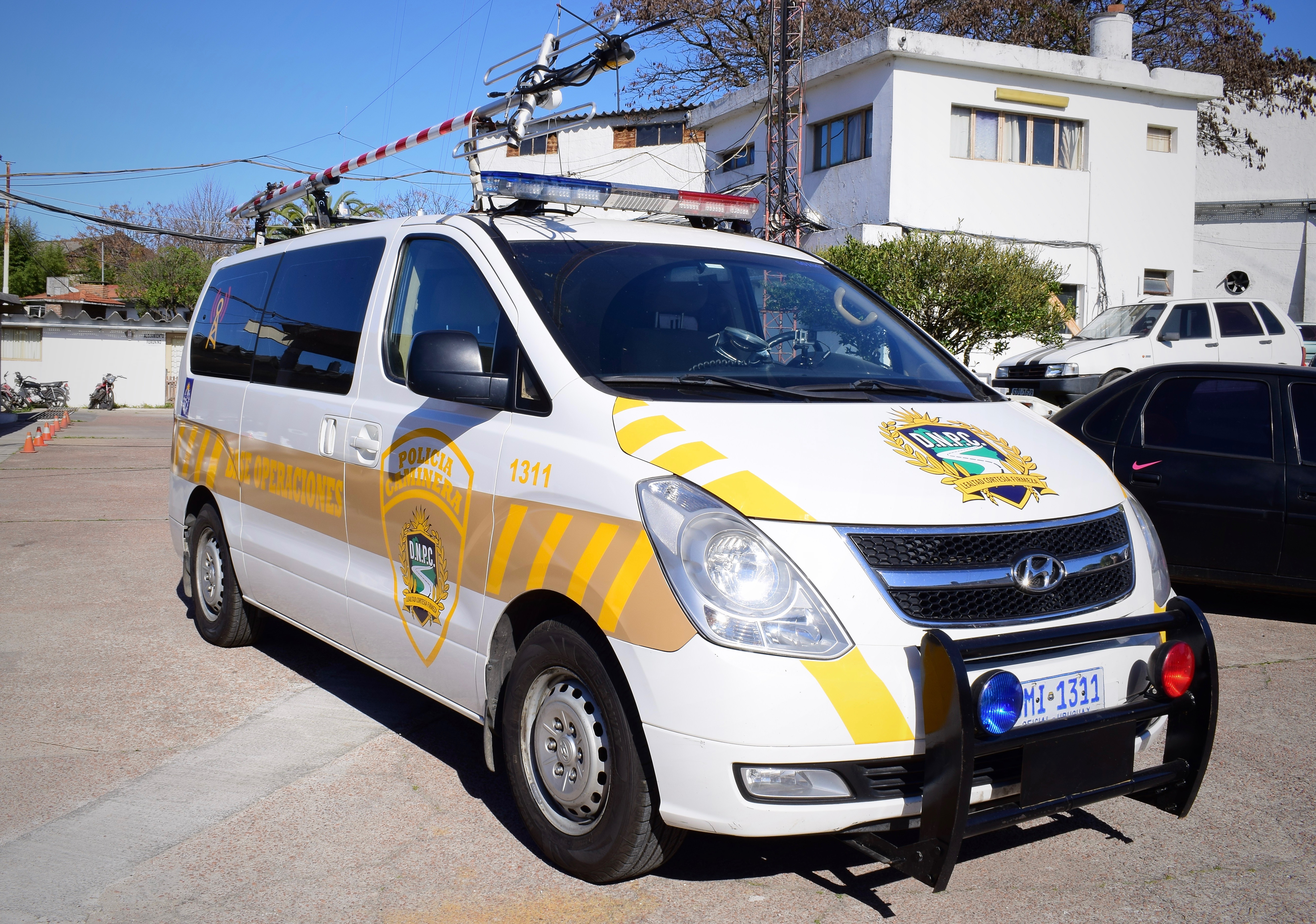
Van da Policía Caminera (polícia de trânsito)

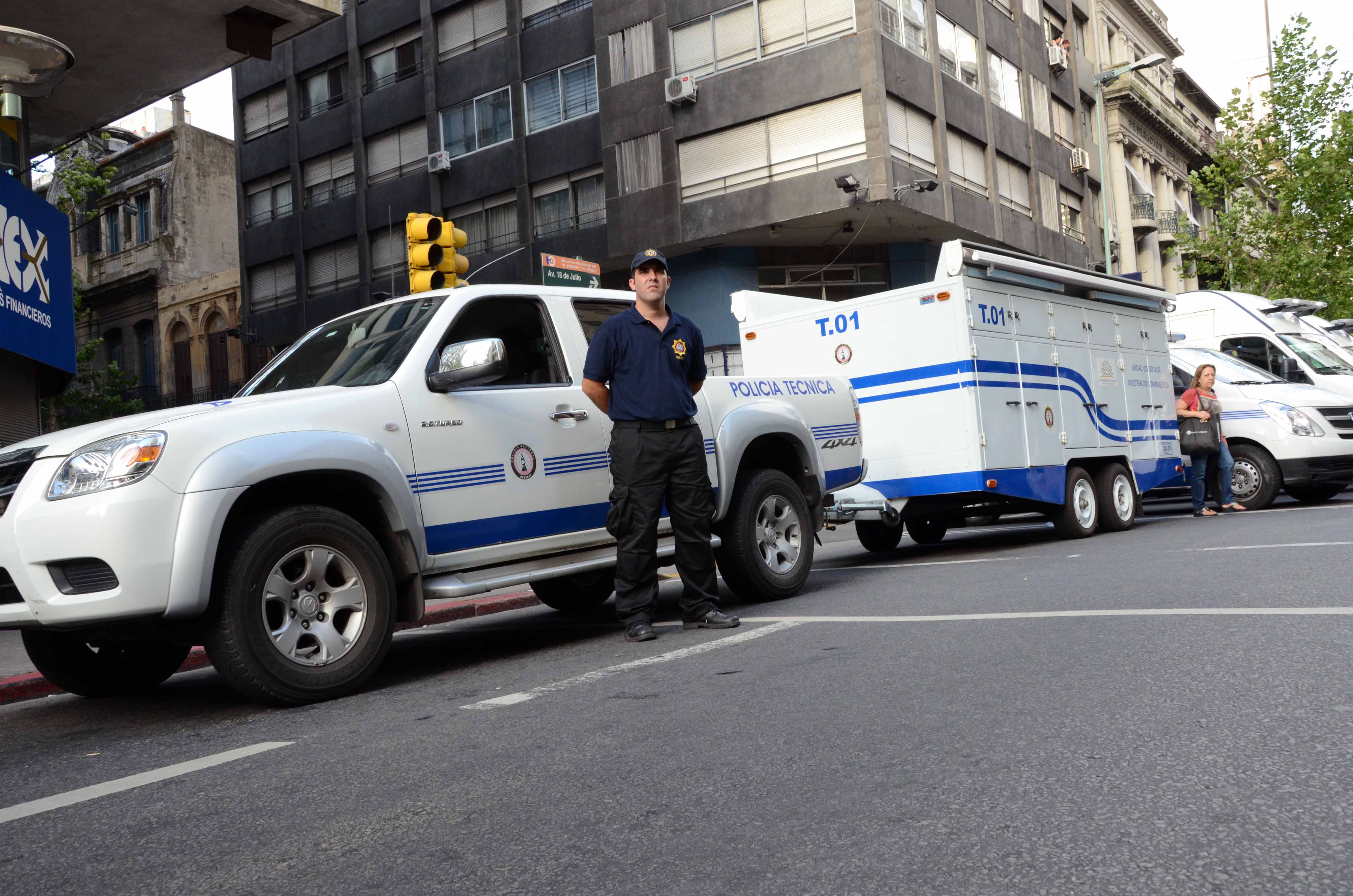
Polícia Científica

Comissário Inspetor
Comissário
Subcomissário
Oficial Principal
Oficial Ajudante
Oficial Subajudante
Suboficial Maior
Primeiro Sargento
Sargento
Cabo
Agente de Primeira
Agente de Segunda

## Armamento

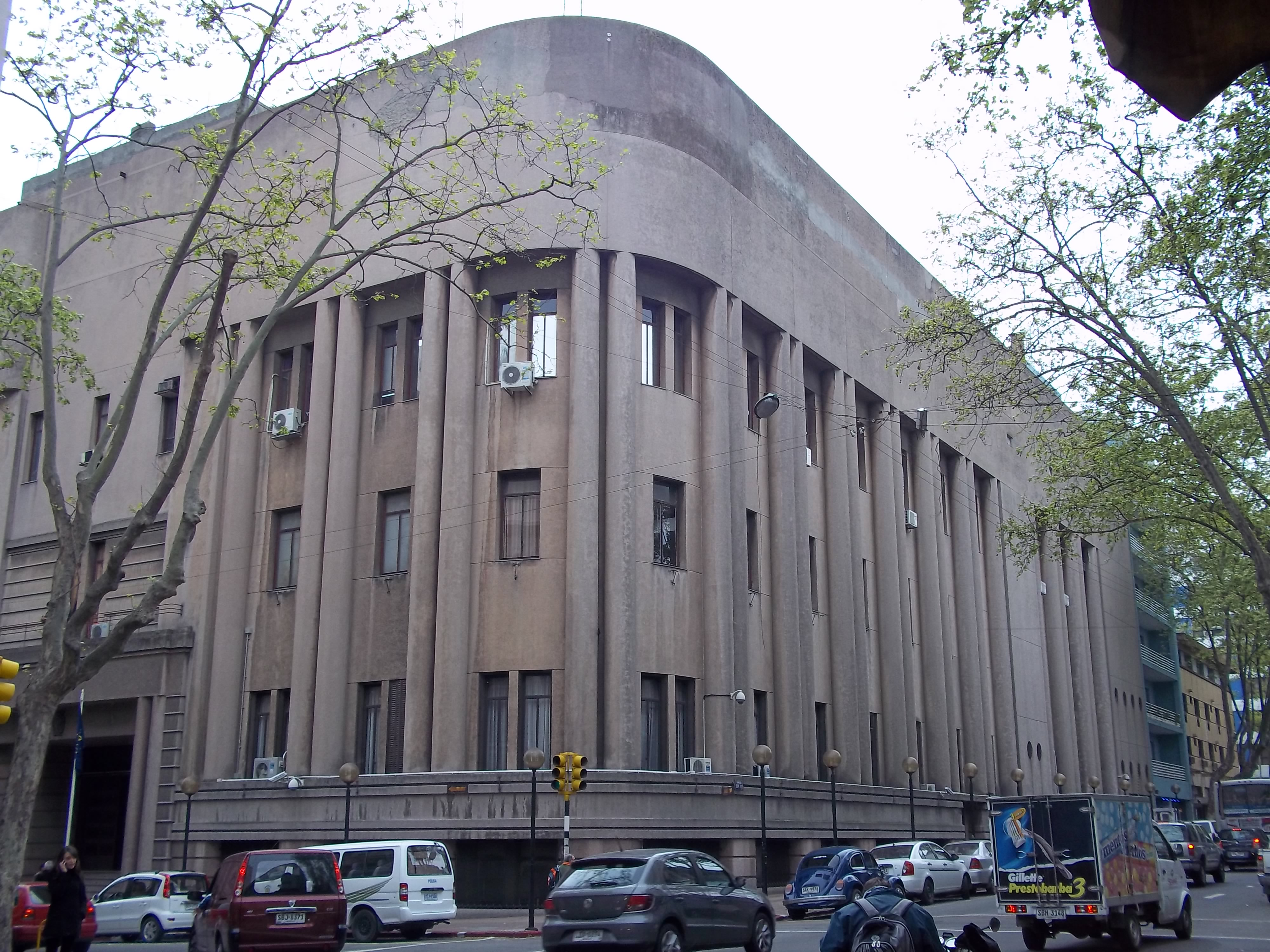
Edifício da Chefatura de Polícia Nacional, Montevidéu

A Polícia Nacional dispõe do seguinte armamento especializado:
- Fuzil Mauser
- Escopeta Remington 870S
- Escopeta Remington 870P
- Rifle Sniper Heckler & Koch MSG-90
- Revólver .38 Smith & Wesson Modelo 10
- Revólver .38 Taurus
- Pistola Browning HP 9mm Parabellum
- Pistola Star Modelo 30M 9mm Parabellum
- Pistola Heckler & Koch USP
- Pistola Glock 17 9mm
- Pistola Glock 19 9mm
- Submetralhadora Star Z45 9mm Parabellum
- Submetralhadora Heckler & Koch MP5 9mm Parabellum
- Submetralhadora Star Z62 9mm Parabellum